# Кошельникова Раїса Миколаївна
Раїса Миколаївна Кошельникова (16 вересня 1904, село Борщівка, Хойницький район, Гомельська область — 29 листопада 1980) — білоруська актриса. Народна артистка БРСР (1957).

## Біографія
Закінчила в 1926 році Білоруську драматичну студію в Москві. З 1939 року працювала в Білоруському театрі імені Янки Купали. Актриса яскравої творчої індивідуальності, виконавець лірико-драматичних і гострохарактерних ролей.
Одна з найкращих виконавиць ролі Павлинки в однойменній п'єсі Янки Купали. Перша постановка «Павлинки» з Кошельниковою в головній ролі відбулася в БДТ-2 у 1936 році.